# Association sportive féminine de Mateur
 (mars 2024).
Si vous disposez d'ouvrages ou d'articles de référence ou si vous connaissez des sites web de qualité traitant du thème abordé ici, merci de compléter l'article en donnant les références utiles à sa vérifiabilité et en les liant à la section « Notes et références ».
L'Association sportive féminine de Mateur est un club tunisien de football féminin basé à Mateur.
En 2011, le club se retire de toute compétition à cause du harcèlement subi par certaines footballeuses de l'équipe.